# Robin DR-400
Pour les articles homonymes, voir DR-400.
Le Robin DR400 est un avion de tourisme monomoteur très utilisé dans les aéroclubs, produit par la société Robin Aircraft, anciennement appelée Avions Pierre Robin. 

## Description

Plan trois vues.

Il est apparu en 1972 par évolution de la gamme des DR300 (DR sont les initiales de Jean Délémontez et Pierre Robin). Par rapport à ces derniers, les deux différences majeures sont une cabine plus large aux épaules et une verrière qui coulisse vers l'avant au lieu de portes, nouveau concept appliqué en premier lieu sur le HR-1 en 1969. La cambrure de l'aile rend le pilotage plus facile et un meilleur décrochage. La planche de bord est plus haute et plus claire.
Ces appareils disposent des mêmes puissances disponibles, les différents modèles variant surtout par la motorisation, la cabine étant identique. Les modèles peu puissants, jusqu'au 120 ch, sont dits « 2+2 », c'est-à-dire pour deux adultes et deux enfants (ou trois adultes), les autres sont tous quadriplaces, le 180 ch pouvant notamment emmener quatre passagers, le plein d'essence et des bagages.
La conception de l'avion est ancienne, c'est une structure en bois entoilée à aile basse à dièdre positif en bout d'aile. L'aile basse permet d'avoir une excellente visibilité. Elle est de type Jodel, très caractéristique. Il possède un train tricycle, plus facile à poser qu'un train classique.
Il est très présent dans la plupart des aéro-clubs français, dont il représente plus d'un tiers de la flotte (en 2019, les aéro-clubs français exploitent 864 DR300 et DR400 sur un total de 2 394 appareils), et plus largement en Europe. Cet avion jouit d'une bonne réputation tant pour l'apprentissage que pour les voyages.
Il est produit jusqu'en 2014 (son remplaçant est le DR401).

## Histoire
Le premier prototype de DR400 vole pour la première fois à Darois au début de l'année 1972. C'est un Régent de 180 ch. La production démarre le 10 mai. Très rapidement, Pierre Robin propose d'introduire une gamme assez similaire à celle des 300.
Les six versions initiales sont le DR400-180 Régent dont le prototype F-WSQO vole pour la première fois le 27 mars 1972, le DR400-125 Petit-Prince dont le prototype, F-WSQT vole pour la première fois le 15 mai de la même année puis le DR400-160 Chevalier qui prend son envol le 29 juin, une déclinaison du DR400-180 (le DR400-180R Remorqueur) destiné au remorquage de planeur le 6 novembre et enfin ce même mois, le 16, le DR400-140 Major puis le 24, le DR400-108 Dauphin 2+2.
Les noms des différents appareils sont similaires à ceux de la gamme des 300, pour plus de clarté dans l'indication des puissances offertes. Le DR400-180 Régent ne respecte pas cette règle et l'appellation Prince reste réservée au DR380.
Les verrières de ces nouveaux appareils sont majoritairement peintes en partie supérieure sauf pour le 180R pour des raisons techniques (de visibilité) et pour le 108 Petit Prince dont la verrière en plexiglas est teintée à cet endroit comme sur le DR330 L'Acrobat.
Les DR400 présentent dès leur introduction dans le marché des avions légers le meilleur compromis entre sécurité, vitesse, confort et prix de revient.
En 1974, le 180R est doté d'une vitre arrière supplémentaire et bien plus tard, en 1987, toutes les versions de DR400 s'en trouvent dotées. Si l'esthétique de l'appareil s'en trouve grandement améliorée, le poids supplémentaire est un gros inconvénient. Ainsi, l'ajout de renforts et d'une cloison pare-feu n'ajoutent pas moins de 25 kg. Pour cette raison, en 1993, cette modification est retirée des versions les moins puissantes (Dauphin 2+2 et Dauphin 4).
En 1975, le DR400-108 2+2 est rebaptisé DR400-100 et le DR400-125 Petit-Prince devient le DR400-120 (112 ch), plus tard il est doté d'une nouvelle hélice et renommé Dauphin alors que la production du DR400-100 est stoppée en 1979. Le DR400 B Major de 160 ch est introduit en 1976 en remplacement du DR400-160 Chevalier sur le marché et achève le DR400-140 Major dont la production s'arrête trois ans plus tard.
C'est au tour du DR400 B Major de céder la place en 1980 lorsque apparaît le DR400 Major 80 (toujours de 160 ch) qui fait un avion de voyage très attrayant avec une distance franchissable de 1 375 km.
Au début des années 1990, le DR400 Major 80 devient le DR400-140B Dauphin 4 et le DR400-120 Dauphin devient Dauphin 2+2 afin d'éviter la confusion avec le Dauphin 4. À la fin des années 1990, le DR400-180 Régent était toujours produit et portait toujours le même nom.
C'est le Dauphin 2+2, en raison de ses performances raisonnables et de son prix attractif, qui est le plus vendu de la série des DR400 encore au XXIe siècle.
Aujourd'hui c'est le DR401 qui prend la relève avec sa technologie et son confort .

## Caractéristiques techniques

### Planche de bord
Au fil des années de productions, les planches de bord du DR400 évoluent. Ainsi, parmi les différences notables, certains appareils ne sont notamment pas équipés de freins aux pieds mais d'une manette freinage située entre les deux pilotes. D'autre différences existent comme la présence ou non de panneau d'alarme.
Aujourd'hui, le DR400 est proposé en version glass cockpit.

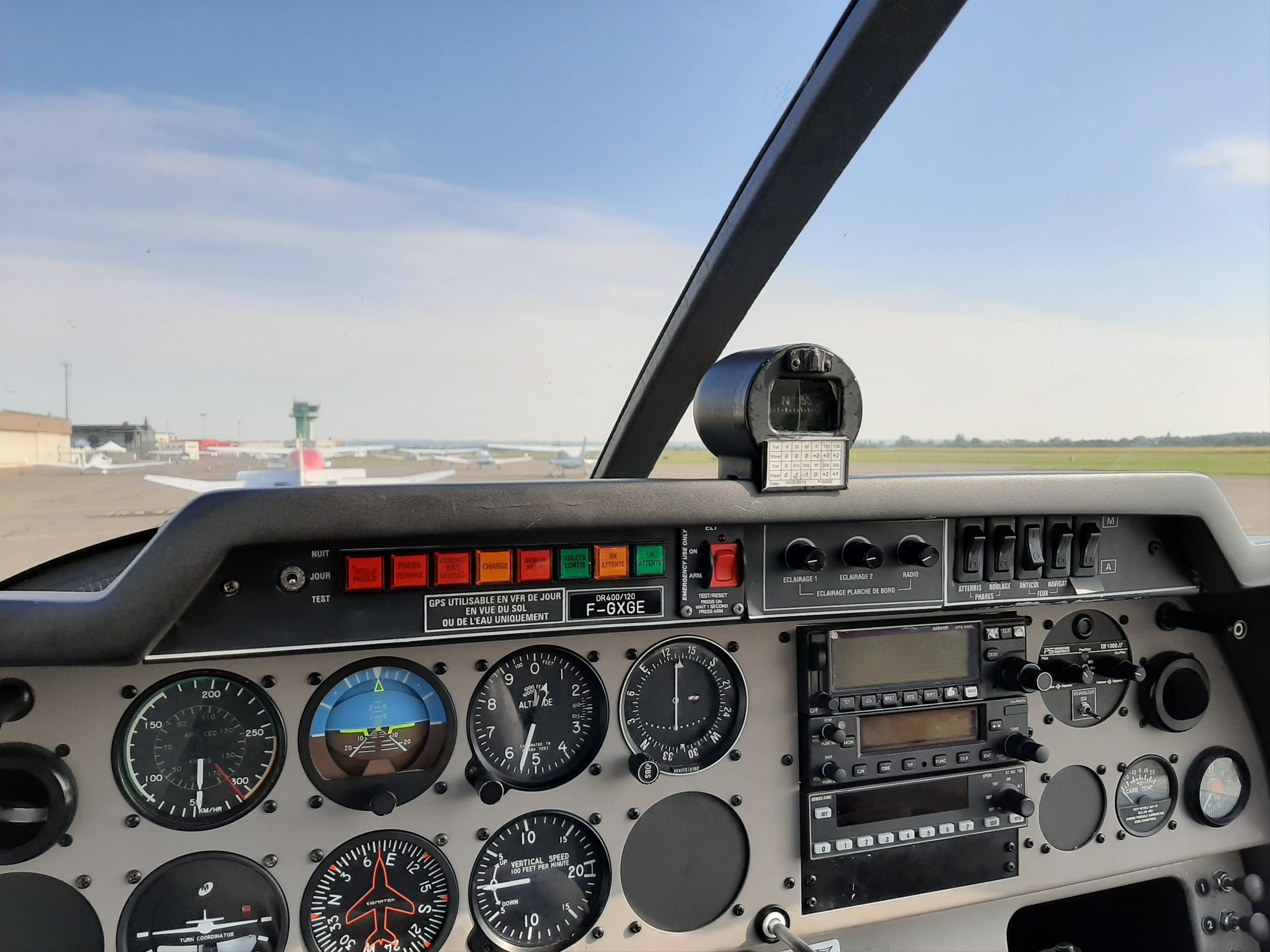
Planche de bord d'un DR400 équipé d'un GPS GNS430, vue pilote

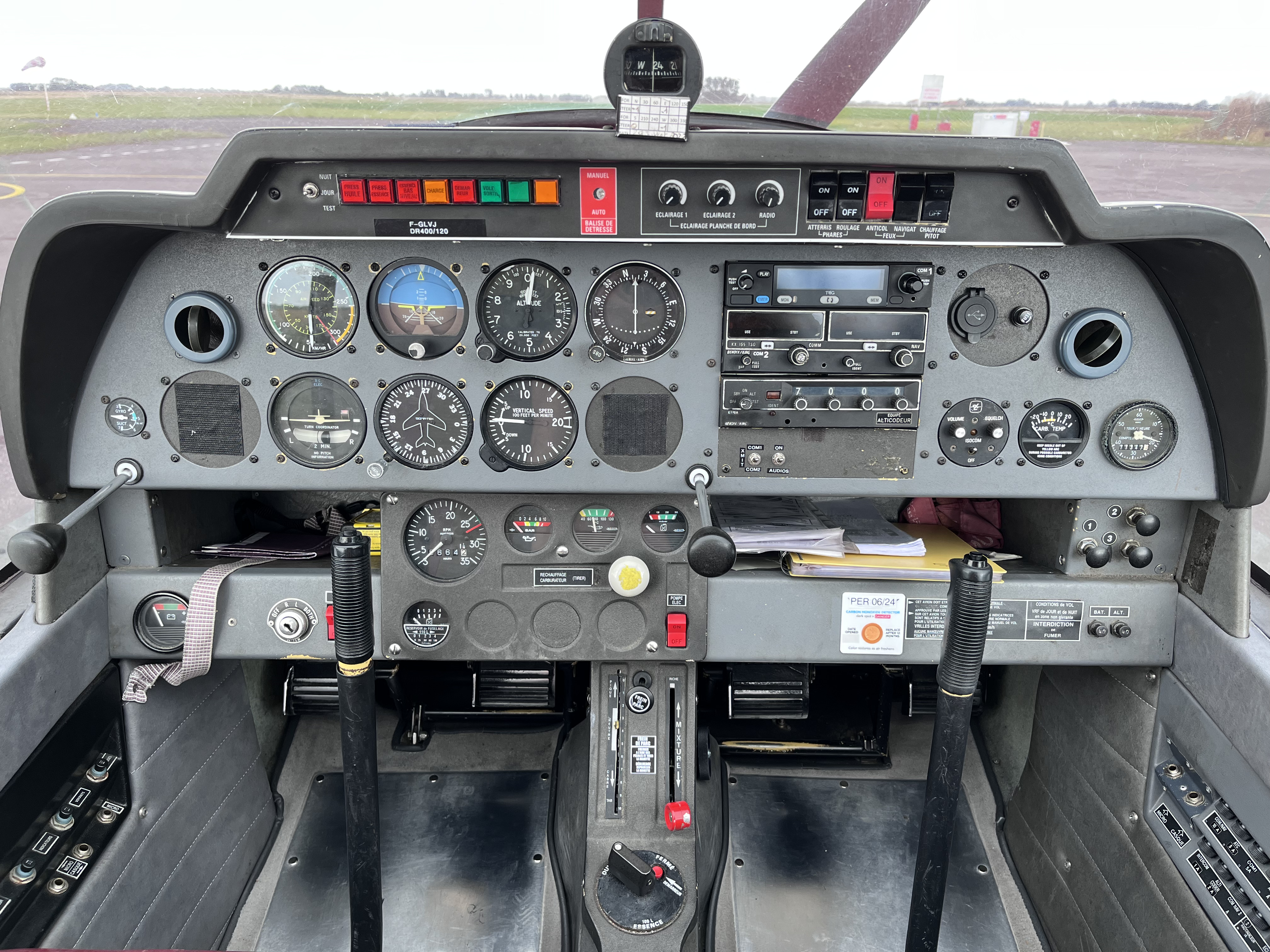
Vue intérieure du cockpit d'un Robin DR400-120, équipé d'un système de radionavigation "classique"

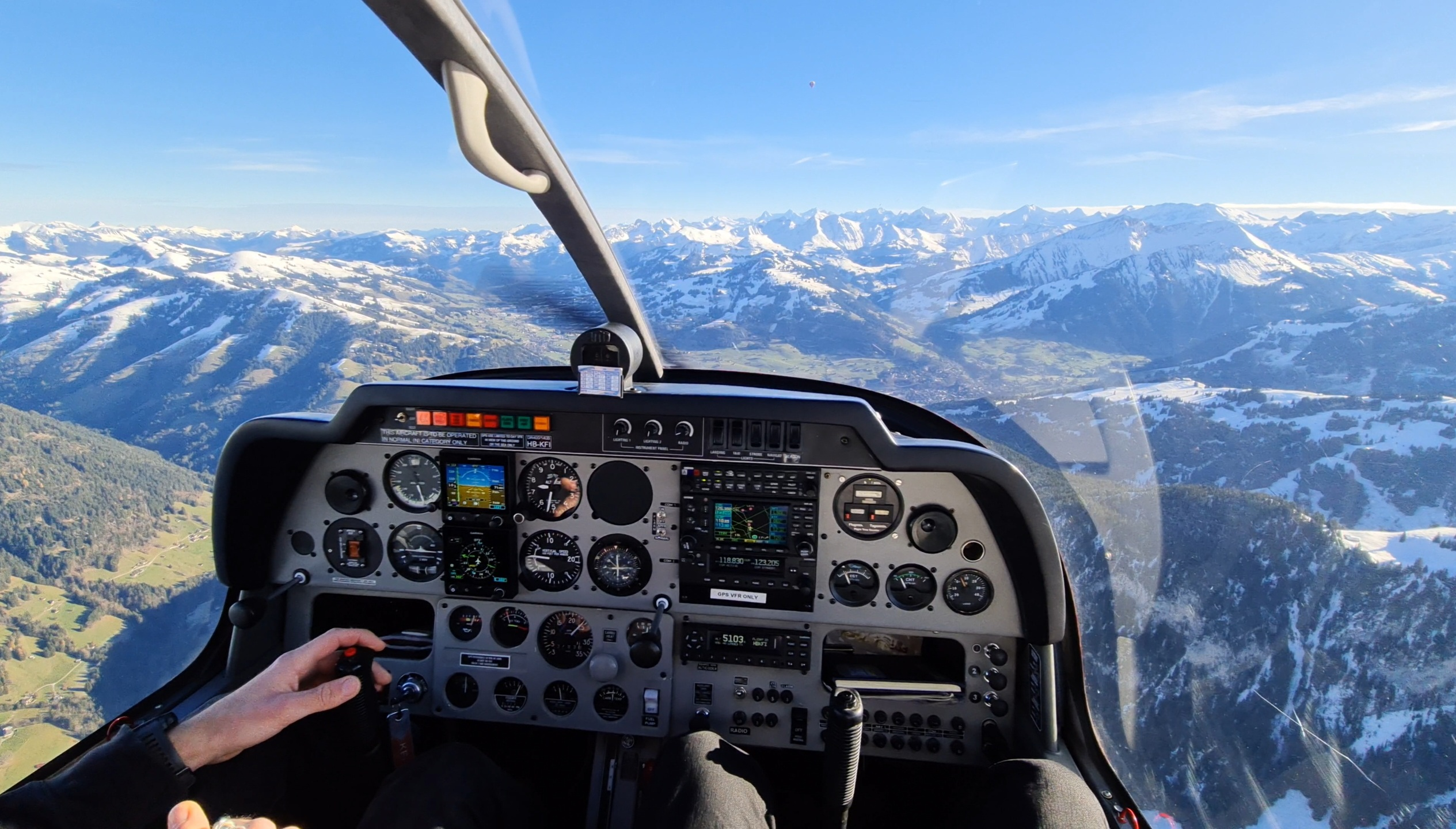
Cockpit d'un Robin DR400 équipé d'un système EFIS et d'un GNS 430 en vol au-dessus de Château-d'Œx, Suisse

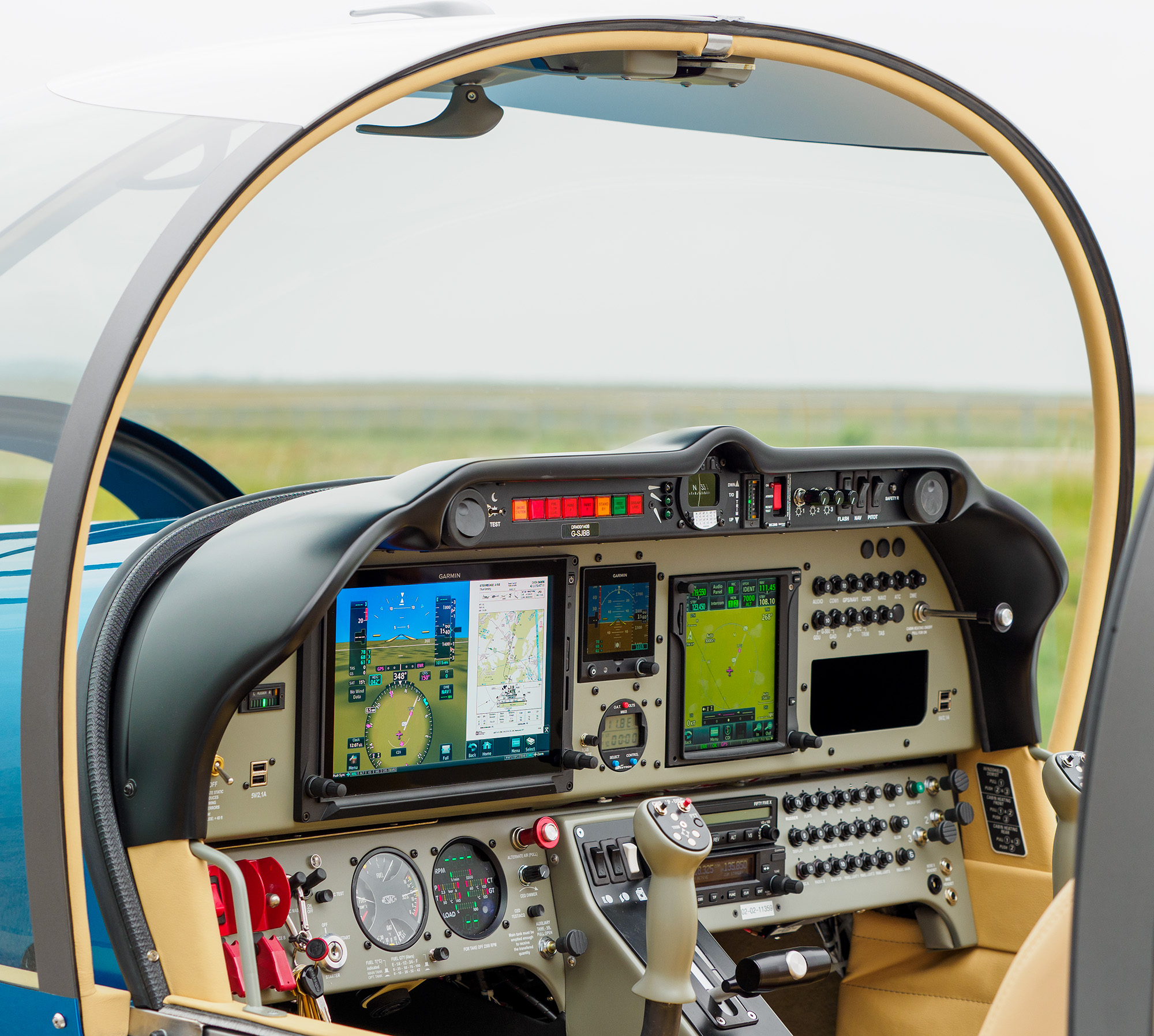
Cockpit d'un DR401 155CDI, certifié IFR

|                              | Dauphin 2+2     | Dauphin 4       | Major           | Régent          | Remo 180        | Remo 200            |
| ---------------------------- | --------------- | --------------- | --------------- | --------------- | --------------- | ------------------- |
| Motorisation                 | Lycoming O-235  | Lycoming O-320  | Lycoming O-320  | Lycoming O-360  | Lycoming O-360  | Lycoming IO-360     |
| Puissance (ch)               | 118             | 160             | 160             | 180             | 180             | 200                 |
| Hélice                       | Bipale pas fixe | Bipale pas fixe | Bipale pas fixe | Bipale pas fixe | Bipale pas fixe | Bipale pas variable |
| Places                       | 2+2             | 4               | 4               | 4               | 4               | 4                   |
| Envergure (m)                | 8,72            | 8,72            | 8,72            | 8,72            | 8,72            | 8,72                |
| Longueur (m)                 | 6,96            | 6,96            | 6,96            | 6,96            | 6,96            | 7,22                |
| Hauteur (m)                  | 2,23            | 2,23            | 2,23            | 2,23            | 2,23            | 2,23                |
| Surface alaire (m2)          | 13,60           | 13,60           | 14,20           | 14,20           | 13,60           | 13,60               |
| Masse à vide (kg)            | 550             | 580             | 598             | 610             | 592             | 650                 |
| Masse maximale (kg)          | 900             | 1 000           | 1 050           | 1 100           | 1 000           | 1 100               |
| Charge utile (kg)            | 350             | 420             | 452             | 490             | 408             | 450                 |
| Vitesse maximale (km/h)      | 241             | 265             | 271             | 278             | 270             | 270                 |
| Vitesse de croisière (km/h)  | 215             | 215             | 245             | 260             | 230             | 250                 |
| Vitesse de décrochage (km/h) | 82              | 99              | 93              | 95              | 87              | 91                  |
| Distance franchissable(km)   | 928             | 860             | 1 530           | 1 278           |                 |                     |

Source.

## Dans la culture
Sauf indication contraire ou complémentaire, les informations mentionnées dans cette section proviennent du générique de fin de l'œuvre audiovisuelle présentée ici.
- Jacques Dutronc et Sandrine Bonnaire pilotent un DR400 dans le long métrage C'est la vie réalisé en 2001 par Jean-Pierre Améris. On y voit également le DR400 immatriculé F-GOVD décoller. Les scènes au sol et en vol sont tournées depuis l'aérodrome de Cuers-Pierrefeu.
- Jean-Pierre Bacri et Alain Libolt pilotent le DR400 immatriculé F-GLDJ dans le long métrage Les Sentiments réalisé en 2003 par Noémie Lvovsky[4]. Lors du tournage, cet appareil était basé à l'aérodrome des Mureaux[5] et appartenait à l'aéroclub Roger Janin.
- Sami Bouajila et Johan Libéreau volent à bord du DR400 immatriculé F-GSRM dans le film Les Témoins. Pour le tournage, les prises de vues ont été faites depuis l'aérodrome de Buno-Bonnevaux (LFFB)[6].